# Syngria drepanata
Syngria drepanata är en fjärilsart som beskrevs av Felder och Alois Friedrich Rogenhofer 1875. Syngria drepanata ingår i släktet Syngria och familjen Uraniidae. Inga underarter finns listade i Catalogue of Life.